# ماكسيميليانو سالاس
ماكسيميليانو سالاس (بالإسبانية: Maximiliano Salas)‏ هو لاعب كرة قدم أرجنتيني في مركز مهاجم ‏، ولد في 1 ديسمبر 1997 في Curuzú Cuatiá ‏ في الأرجنتين. لعب مع نادي أوهيجينس.

## وصلات خارجية
- ماكسيميليانو سالاس على موقع قاعدة بيانات كرة القدم.إي يو (الإنجليزية)
- ماكسيميليانو سالاس على موقع Soccerway.com (الإنجليزية)